# Línea N403 (Interurbanos Madrid)
La línea N403 de la red de autobuses interurbanos de Madrid une Atocha (Madrid) con San Martín de la Vega.

## Características
Fue puesta en servicio el 20 de diciembre de 2019. Esta línea nocturna discurre entre Atocha (Madrid), Pinto y San Martín de la Vega, en un trayecto de 45 minutos de duración.
La línea mantiene los mismos horarios todo el año (exceptuando las vísperas de festivo y festivos de Navidad).
Está operada por La Veloz mediante la concesión administrativa VCM-301 - Madrid – Valdelaguna – San Martín de la Vega (Viajeros Comunidad de Madrid) del Consorcio Regional de Transportes de Madrid.
1. ↑  Mas, Sonia Gómez (20 de diciembre de 2019). «Una nueva línea de autobús nocturna conecta desde hoy San Martín de la Vega con Atocha». ZIGZAGdigital  Información de Pinto, Ciempozuelos, Valdemoro, San Martín de la Vega y sur de Madrid. Consultado el 24 de mayo de 2023.

## Horarios
| Todos los días                 |                                |
| Madrid > San Martín de la Vega | San Martín de la Vega > Madrid |
| 02:20                          | 01:00                          |
| 05:00                          | 03:40                          |

1. ↑  Pasa por el Parque Warner si está abierto.

## Recorrido y paradas

### Sentido San Martín de la Vega
| Código | Parada                                     | Común con | Conexiones con Metro  | Municipio             | Zona |
| ------ | ------------------------------------------ | --------- | --------------------- | --------------------- | ---- |
| 2044   | Ministerio de Agricultura                  |           | Estación del Arte     | Madrid                |      |
| 16729  | Av. Andalucía - Villaverde Bajo Cruce      | N401 N402 | Villaverde Bajo Cruce | Madrid                |      |
| 08057  | Pinto - Guardia Civil                      |           |                       | Pinto                 |      |
| 10169  | Ctra. M841 - Pol. Ind. Aimayr              |           |                       | San Martín de la Vega |      |
| 08007  | Av. Doctor M. Jarabo - Villamontaña        |           |                       | San Martín de la Vega |      |
| 12589  | San Cristóbal - Urb. Ciudad de Sevilla     |           |                       | San Martín de la Vega |      |
| 12590  | Santa Mónica - Urb. Santa Elena            |           |                       | San Martín de la Vega |      |
| 20763  | Res. Sta. Elena - Comunidad de Madrid      |           |                       | San Martín de la Vega |      |
| 15552  | Av. Doctor M. Jarabo - La Cañada           |           |                       | San Martín de la Vega |      |
| 08009  | Av. Doctor M. Jarabo - Parque V Centenario |           |                       | San Martín de la Vega |      |
| 20322  | Av. Doctor M. Jarabo - La Cristalera       |           |                       | San Martín de la Vega |      |
| 08014  | Av. Alcalde A. Chapado - San Isidro        |           |                       | San Martín de la Vega |      |
| 12842  | Av. Alcalde A. Chapado - El Quiñón         |           |                       | San Martín de la Vega |      |
| 08016  | Av. Alcalde A. Chapado - Naciones Unidas   |           |                       | San Martín de la Vega |      |
| 08017  | Av. Alcalde A. Chapado - París             |           |                       | San Martín de la Vega |      |

### Sentido Madrid (Atocha)
| Código | Parada                                      | Común con | Conexiones con Metro  | Municipio             | Zona |
| ------ | ------------------------------------------- | --------- | --------------------- | --------------------- | ---- |
| 08017  | Av. Alcalde A. Chapado - París              |           |                       | San Martín de la Vega |      |
| 16834  | Av. Alcalde A. Chapado - El Quiñón          |           |                       | San Martín de la Vega |      |
| 08015  | Pza. Cervantes - Alcalde A. Chapado         |           |                       | San Martín de la Vega |      |
| 08011  | Pza. Miguel de Unamuno - La Cristalera      |           |                       | San Martín de la Vega |      |
| 08010  | Av. Doctor M. Jarabo - Fray Bartolomé Casas |           |                       | San Martín de la Vega |      |
| 12266  | Av. Doctor M. Jarabo - La Cañada            |           |                       | San Martín de la Vega |      |
| 20727  | Res. Sta. Elena - Comunidad de Madrid       |           |                       | San Martín de la Vega |      |
| 08019  | Santa Mónica - Urb. Santa Elena             |           |                       | San Martín de la Vega |      |
| 08012  | San Cristóbal - Urb. Santa Elena            |           |                       | San Martín de la Vega |      |
| 08008  | Av. Doctor M. Jarabo - Villamontaña         |           |                       | San Martín de la Vega |      |
| 13000  | Parque de Ocio                              |           |                       | San Martín de la Vega |      |
| 10168  | Ctra. M841 - Pol. Ind. Aimayr               |           |                       | San Martín de la Vega |      |
| 08057  | Pinto - Guardia Civil                       |           |                       | Pinto                 |      |
| 16730  | Av. Andalucía - Villaverde Bajo Cruce       | N401 N402 | Villaverde Bajo Cruce | Madrid                |      |
| 2044   | Ministerio de Agricultura                   |           | Estación del Arte     | Madrid                |      |